# فرانسين بروز
فرانسين بروز (بالإنجليزية: Francine Prose) (ولدت في 1 أبريل 1947) روائية أمريكية، وكاتبة قصة قصيرة وكاتبة مقالات وناقدة. 
وهي أستاذة زائزة في مادة الأدب في كلية بارد، ورئيسة سابقة لمركز مركز القلم الأمريكي.

## حياتها
ولدت في بروكلين، وتخرجت من كلية رادكليف عام 1968.

## رئاستها لمركز القلم
في مارس 2007 اختيرت بروز لتخلف الكاتب الأمريكي رون تشيرنو في منصب رئيس مركز القلم الأمريكي، لمدة عام واحد بدءا من شهر أبريل. ومركز القلم الأمريكي   هو مجتمع أدبي في مدينة نيويورك من الكتاب والمحررين والمترجمين يعمل على النهوض بالأدب والدفاع عن حرية التعبير وتعزيز الزمالة الأدبية الدولية.
و في مارس 2008، ترشحت بروز دون منافسة لولاية ثانية مدتها عام واحد كرئيس مركز القلم الأمريكي. وفي نفس الشهر، مُنع الفنان اللندني سيباستيان هورسلي من دخول الولايات المتحدة، فدعته بروز للتحدث في مهرجان مركز القلم الدولي السنوي للأدب في نيويورك في نهاية شهر أبريل عام 2008. وخلفها في منصب رئيس مركز القلم الأمريكي الفيلسوف والروائي كوامي أنتوني أبيا في أبريل 2009. 

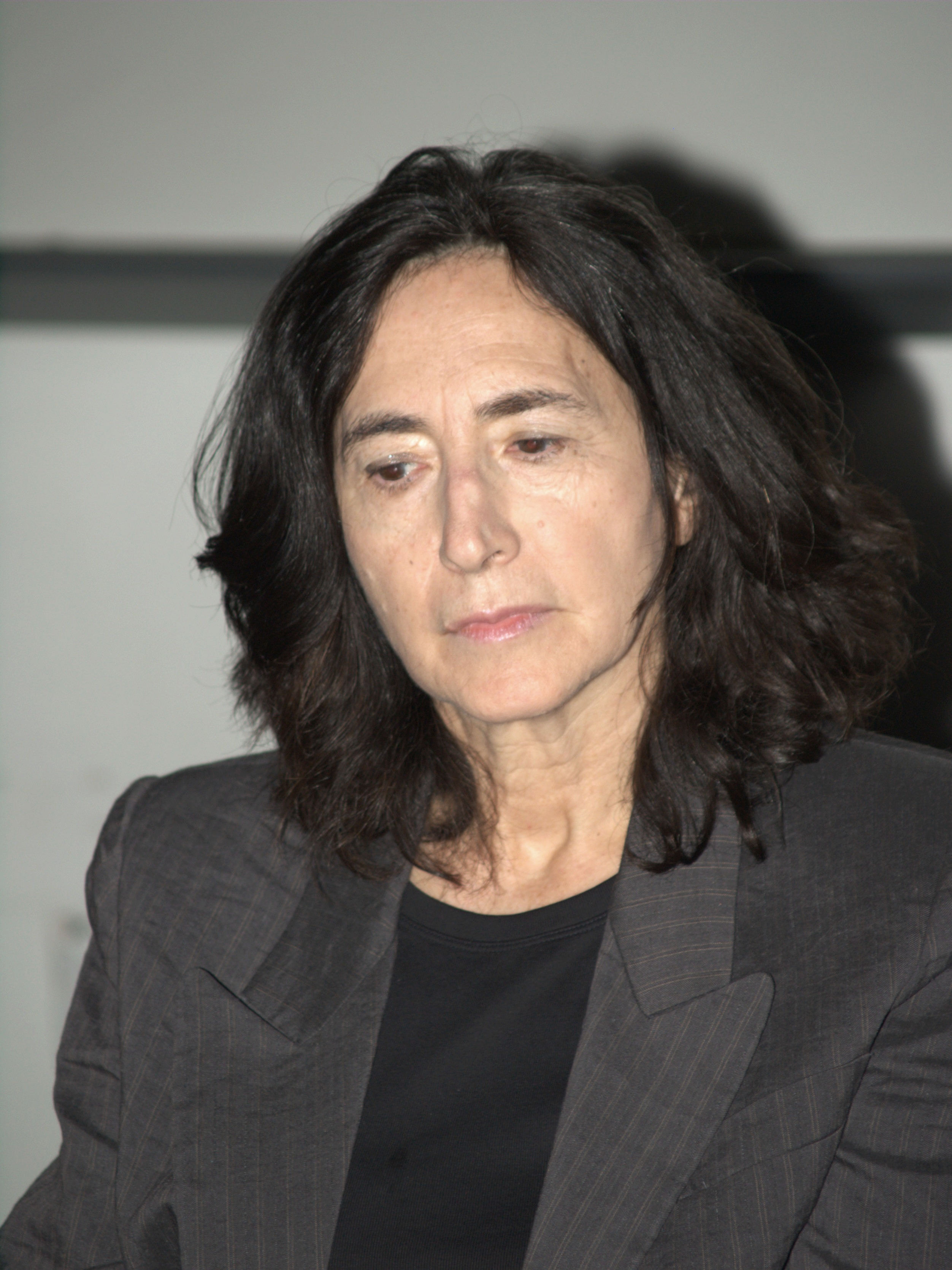
فرانسين بروز في 2010 مهرجان بروكلين للكتاب

## رواياتها
حولت روايتها «المجيدون» إلى مسرحية موسيقية تحمل نفس العنوان من تأليف لين أرينز وستيفن فلاهرتي. وعرضت على مسرح ميتزي إي نيوهاوس في مركز لينكولن في مدينة نيويورك في خريف عام 2007.
من روياتها «الملاك الأزرق» وتدور حول قضية التحرش الجنسي في الجامعات، ووصلت إلى القائمة النهائية لجائزة الكتاب الوطني.
أما روايتها «القديسون المنزليون» فقد تحولت إلى فيلم سينمائي من إخراج نانسي سافوكا.
وتدور روايتها ما بعد حول الفترة التي تلت حادثة إطلاق نار في مدرسة ثانوية.

## جوائز
حصلت بروز على جائزة روما في عام 2006.
وحصلت على جائزة القلم للترجمة عام 1988، وزمالة غوغنهايم عام 1991.